# Carlos Aimar
Carlos Daniel Aimar (Corral de Bustos, Argentina; 21 de julio de 1950) es un exfutbolista y exentrenador argentino. Actualmente es panelista en el programa ESPN F90 que se emite por ESPN.

## Biografía

### Como jugador
Durante su infancia en su ciudad natal, Aimar fue integrante del Sporting Club. En 1970, a la edad de diecinueve años, su equipo disputó un encuentro contra Rosario Central tras haber obtenido el campeonato de la liga en la que competían. En dicha ocasión, Carlos Timoteo Griguol, entrenador de las divisiones inferiores de los canallas, le facilitó una prueba en el club rosarino. Tras ser seleccionado, se hospedó en la pensión del club y comenzó a desempeñarse en la cuarta división. Su posición en el campo era de volante por la derecha, destacándose por su velocidad.
En 1971, Ángel Labruna, quien en ese momento era el director técnico de Rosario Central, lo hizo debutar en la primera división el 16 de mayo, durante la decimosexta jornada del Campeonato Metropolitano, en una derrota frente a Estudiantes de La Plata. Con el equipo rosarino conquistó el Campeonato Nacional de 1971 y el de 1973. Además, fue subcampeón del Campeonato Metropolitano 1974 y del Campeonato Nacional 1974. Participó en tres ediciones de la Copa Libertadores: 1972, 1974 y 1975, alcanzando su equipo las semifinales en esta última edición. Con el paso de los años, se consolidó como capitán y se erigió en uno de los principales referentes del equipo. Acumuló un total de 334 partidos con Rosario Central, anotando 32 goles, de los cuales 2 fueron en el clásico rosarino contra Newell's Old Boys.
En 1979, concluyó su carrera en las filas de San Lorenzo de Almagro, club al que llegó por petición de su entrenador. Se vio obligado a rescindir su contrato a los seis meses, habiendo jugado 8 partidos, debido a que padecía artrosis de cadera, lo que le impedía continuar con su actividad profesional.

### Como entrenador
Inició su carrera como entrenador en las categorías inferiores de Ferro Carril Oeste, bajo la tutela de Carlos Timoteo Griguol. Su primera oportunidad al frente de un equipo principal se presentó en el Deportivo Español en 1988. Un año después, asumió la dirección técnica del Club Deportivo Logroñés, un equipo modesto de la Primera División de España.
Posteriormente, fue contratado por Boca Juniors, donde logró conquistar dos títulos. Sin embargo, tras una serie de resultados desfavorables y un conflicto con Claudio Marangoni, uno de los jugadores más destacados del plantel, decidió renunciar. Esta decisión fue influenciada por el respaldo de los aficionados xeneizes al jugador, quienes manifestaban su descontento en el estadio con cánticos como: andate Aimar vigilante, andate hacenos el favor, nosotros queremos a Boca, no te queremos a vos. Esta situación fue determinante para su salida, obligándolo a retirarse del estadio bajo custodia policial al término del partido.[cita requerida]
En 1991, regresó a Rosario Central, su club de origen, como director técnico. Un año después, volvió a España para dirigir nuevamente al Logroñés, equipo al que salvó del descenso a Segunda División en las últimas jornadas. Posteriormente, pasó al Celta de Vigo, aunque en 1996 retornó al fútbol argentino para dirigir a San Lorenzo de Almagro, club en el que había jugado. Su estancia fue breve, y regresó a España para una nueva etapa al frente del Logroñés. Finalmente, dirigió al Club Deportivo Tenerife, sucediendo a Juan Manuel Lillo, aunque no tuvo un desempeño exitoso.
En 2002, tras un breve paso por el Club Atlético Lanús, Aimar se unió al Club Deportivo Leganés como entrenador, dentro del proyecto de Daniel Grinbank. No obstante, tras la retirada de Grinbank a mediados de la temporada, Aimar dimitió y no completó la campaña. No volvió a un banquillo profesional hasta 2005, cuando fichó por el Quilmes Atlético Club. Sin embargo, tampoco concluyó su contrato en este club, ya que fue cesado tras una serie de malos resultados.
Paralelamente a su carrera como entrenador, Aimar también incursionó en el ámbito político, desempeñándose como subsecretario de Deportes en la provincia de Santa Fe, Argentina.

### Como periodista
A principios de febrero de 2008, comenzó a trabajar en el programa deportivo 90 Minutos de Fútbol en el canal Fox Sports, donde permaneció hasta 2020. En septiembre de ese mismo año, el programa se trasladó a ESPN y pasó a llamarse: ESPN F90. Aimar acumula 17 años de trayectoria televisiva.

## Clubes

### Como jugador
Actualizado al último partido disputado en su carrera como jugador.
| Rosario Central Argentina |               |               |     |    |  |    |    |     |     |      |      |
| 1.ª                       | 1971          | 25            | 0   |    |  |    |    | 25  | 0   | 0.00 |      |
| 1.ª                       | 1972          | 42            | 6   |    |  | 6  | 0  | 48  | 6   | 0.12 |      |
| 1.ª                       | 1973          | 48            | 7   |    |  |    |    | 48  | 7   | 0.15 |      |
| 1.ª                       | 1974          | 43            | 9   |    |  | 7  | 0  | 50  | 9   | 0.18 |      |
| 1.ª                       | 1975          | 46            | 4   |    |  | 11 | 0  | 57  | 4   | 0.07 |      |
| 1.ª                       | 1976          | 40            | 4   |    |  |    |    | 40  | 4   | 0.10 |      |
| 1.ª                       | 1977          | 40            | 1   |    |  |    |    | 40  | 1   | 0.02 |      |
| 1.ª                       | 1978          | 26            | 1   |    |  |    |    | 26  | 1   | 0.04 |      |
| Total club                | Total club    | 310           | 32  |    |  | 24 | 0  | 334 | 32  | 0.09 |      |
| San Lorenzo Argentina     |               |               |     |    |  |    |    |     |     |      |      |
| 1.ª                       | 1979          | 8             | 0   |    |  |    |    | 8   | 0   | 0.00 |      |
| Total club                | Total club    | 8             | 0   |    |  |    |    | 8   | 0   | 0.00 |      |
| Total carrera             | Total carrera | Total carrera | 318 | 32 |  |    | 24 | 0   | 342 | 32   | 0.09 |
| 1. 2.                     |               |               |     |    |  |    |    |     |     |      |      |

### Como entrenador
| Club              | País      | Año       |
| ----------------- | --------- | --------- |
| Deportivo Español | Argentina | 1988-1989 |
| Logroñés          | España    | 1989      |
| Boca Juniors      | Argentina | 1989-1990 |
| Rosario Central   | Argentina | 1991-1992 |
| Logroñés          | España    | 1992‐1994 |
| Celta de Vigo     | España    | 1994-1995 |
| San Lorenzo       | Argentina | 1996      |
| Logroñés          | España    | 1997      |
| Tenerife          | España    | 1999      |
| Lanús             | Argentina | 2001-2002 |
| Leganés           | España    | 2003-2004 |
| Quilmes           | Argentina | 2005      |

### Estadísticas como entrenador
| Equipo                      | Div.              | Torneo                             | Estadísticas | Estadísticas | Estadísticas | Estadísticas | Estadísticas | Estadísticas | Estadísticas | Estadísticas |
| Equipo                      | Div.              | Torneo                             | PJ           | G            | E            | P            | GF           | GC           | DG           | Efectividad  |
| --------------------------- | ----------------- | ---------------------------------- | ------------ | ------------ | ------------ | ------------ | ------------ | ------------ | ------------ | ------------ |
| Deportivo Español Argentina | 1.ª               | Primera División 1988-89           | 19           | 8            | 9            | 2            | 21           | 11           | +10          | 65,79%       |
| Total                       | Total             | Total                              | 19           | 8            | 9            | 2            | 21           | 11           | +10          | 65,79%*      |
| Logroñés España             | 1.ª               | Primera División de España 1988-89 | 5            | 2            | 1            | 2            | 3            | 3            | 0            | 50%          |
| Total                       | Total             | Total                              | 5            | 2            | 1            | 2            | 3            | 3            | 0            | 50%*         |
| Boca Juniors Argentina      | 1.ª               | Liguilla 1988/89                   | 3            | 0            | 2            | 1            | 1            | 2            | -1           | 33%          |
| Boca Juniors Argentina      | 1.ª               | Supercopa Sudamericana 1989        | 6            | 2            | 4            | 0            | 4            | 1            | +3           | 66,67%       |
| Boca Juniors Argentina      | 1.ª               | Liguilla 1989/90                   | 4            | 3            | 0            | 1            | 4            | 1            | +3           | 75%          |
| Boca Juniors Argentina      | 1.ª               | Supercopa Sudamericana 1990        | 2            | 1            | 0            | 1            | 1            | 2            | -1           | 50%          |
| Boca Juniors Argentina      | 1.ª               | Primera División 1989-90           | 38           | 11           | 21           | 6            | 49           | 35           | +14          | 54,43%       |
| Boca Juniors Argentina      | 1.ª               | Apertura 90                        | 17           | 6            | 7            | 4            | 18           | 14           | +4           | 55,82%       |
| Boca Juniors Argentina      | 1.ª               | Recopa Sudamericana 1990           | 1            | 1            | 0            | 0            | 1            | 0            | +1           | 100%         |
| Total                       | Total             | Total                              | 71           | 24           | 35           | 12           | 78           | 55           | +23          | 58,45%*      |
| Rosario Central Argentina   | 1.ª               | Apertura 1991                      | 19           | 4            | 9            | 6            | 17           | 21           | -4           | 44,74%       |
| Rosario Central Argentina   | 1.ª               | Clausura 1992                      | 18           | 7            | 1            | 10           | 16           | 22           | -6           | 41,67%       |
| Total                       | Total             | Total                              | 37           | 11           | 10           | 16           | 33           | 43           | -10          | 43,24%*      |
| Logroñés España             | 1.ª               | Primera División de España 1992-93 | 24           | 10           | 8            | 6            | 22           | 20           | +2           | 58,33%       |
| Logroñés España             | 1.ª               | Copa del Rey 1992-93               | 2            | 0            | 2            | 0            | 1            | 1            | 0            | 50%          |
| Logroñés España             | 1.ª               | Primera División de España 1993-94 | 38           | 9            | 15           | 14           | 47           | 58           | -11          | 43,42%       |
| Logroñés España             | 1.ª               | Copa del Rey de fútbol 1993-94     | 6            | 4            | 1            | 1            | 7            | 3            | +4           | 75%          |
| Total                       | Total             | Total                              | 70           | 23           | 26           | 21           | 77           | 82           | -5           | 51,43%*      |
| Celta de Vigo España        | 1.ª               | Primera División de España 1994-95 | 38           | 11           | 14           | 13           | 36           | 48           | -12          | 47,37%*      |
| Celta de Vigo España        | 1.ª               | Copa del Rey1994-95                | 4            | 1            | 1            | 2            | 7            | 4            | +3           | 37,50%       |
| Celta de Vigo España        | 1.ª               | Primera División de España 1995-96 | 8            | 1            | 2            | 5            | 5            | 14           | -9           | 20,83%       |
| Total                       | Total             | Total                              | 50           | 13           | 15           | 20           | 48           | 66           | -18          | 36%          |
| San Lorenzo Argentina       | 1.ª               | Apertura 1996                      | 19           | 8            | 3            | 8            | 24           | 24           | 0            | 47,37%       |
| Total                       | Total             | Total                              | 19           | 8            | 3            | 8            | 24           | 24           | 0            | 47,37%       |
| Logroñés España             | 1.ª               | Primera División de España 1996-97 | 18           | 4            | 1            | 13           | 14           | 32           | -18          | 24,07%       |
| Total                       | Total             | Total                              | 18           | 4            | 1            | 13           | 14           | 32           | -18          | 24,07%       |
| Total en Logroñes           | Total en Logroñes | Total en Logroñes                  | 93           | 29           | 28           | 36           | 94           | 117          | -23          | 41,22%       |
| Tenerife España             | 1.ª               | Primera División de España 1998-99 | 17           | 3            | 5            | 9            | 15           | 30           | -15          | 27,45%       |
| Tenerife España             | 1.ª               | Copa del Rey 1998-99               | 1            | 0            | 1            | 0            | 0            | 0            | 0            | 33%          |
| Total                       | Total             | Total                              | 18           | 3            | 6            | 9            | 15           | 30           | -15          | 27,78%       |
| Lanús Argentina             | 1.ª               | Apertura 2001                      | 19           | 7            | 4            | 8            | 21           | 28           | -7           | 43,86%       |
| Lanús Argentina             | 1.ª               | Clausura 2002                      | 15           | 3            | 7            | 5            | 15           | 17           | -2           | 35,56%       |
| Total                       | Total             | Total                              | 34           | 10           | 11           | 13           | 36           | 45           | -9           | 40,20%       |
| Leganés España              | 2.ª               | Segunda División de España 2003-04 | 19           | 5            | 9            | 5            | 18           | 20           | -2           | 42,10%       |
| Leganés España              | 2.ª               | Copa del Rey 2003-04               | 2            | 1            | 0            | 1            | 5            | 5            | 0            | 50%          |
| Total                       | Total             | Total                              | 21           | 6            | 9            | 6            | 23           | 25           | -2           | 42,86%       |
| Quilmes Argentina           | 1.ª               | Apertura 2005                      | 18           | 4            | 6            | 8            | 20           | 27           | -7           | 33%          |
| Total                       | Total             | Total                              | 18           | 4            | 6            | 8            | 20           | 27           | -7           | 33%          |

*= El triunfo valía dos puntos

## Palmarés

### Como jugador

#### Títulos nacionales
| Título           | Club            | País      | Año  |
| ---------------- | --------------- | --------- | ---- |
| Primera División | Rosario Central | Argentina | 1971 |
| Primera División | Rosario Central | Argentina | 1973 |

### Como entrenador

#### Títulos internacionales
| Título                 | Club         | Sede       | Año  |
| ---------------------- | ------------ | ---------- | ---- |
| Supercopa Sudamericana | Boca Juniors | Avellaneda | 1989 |
| Recopa Sudamericana    | Boca Juniors | Miami      | 1990 |